# Xuân Yên (xã)
Xuân Yên (sau sáp nhập có tên mới là Tiên Điền) là một xã thuộc tỉnh Hà Tĩnh, Việt Nam.

## Địa lý
Xã Tiên Điền (trên cơ sở nhập 4 đơn vị, gồm: thị trấn Tiên Điền, xã Xuân Yên, Xuân Mỹ và Xuân Thành) có diện tích 31,60 km², dân số năm 2024 là 24.833 người, mật độ dân số đạt 786 người/km².

## Lịch sử
Ngày 18 tháng 7 năm 2024, HĐND tỉnh Hà Tĩnh ban hành Nghị quyết số 188/NQ-HĐND về việc:
- Thành lập thôn Nam Ngọc trên cơ sở thôn Yên Nam và thôn Yên Ngọc.
- Thành lập thôn Hải Lợi trên cơ sở thôn Yên Hải và thôn Yên Lợi.
- Thành lập thôn Yên Hòa trên cơ sở thôn Hợp Giáp và thôn Trung Lộc.